# Prix de la plus belle voiture de l'année
Le prix de la plus belle voiture de l'année est un titre décerné lors du Festival Automobile International (FAI) à une automobile produite de série et récompensant le design de cette automobile.
Il fut créé en 1987.

## Fonctionnement
Pour participer à ce concours, le véhicule en question doit être inscrit par son constructeur et sa commercialisation doit avoir commencé pendant l’année en cours, à un tarif inférieur à 60 000 euros.
Jusqu'en 2022, contrairement aux autres concours automobiles comme le Trophée européen de la voiture de l'année ou le Trophée de la Voiture de l'Année Motor Trend, c'était le public qui votait et choisissait le véhicule. 
L'élection se faisait via un site de vote, était orchestrée par BFM TV et RMC et se déroulait sur 7 semaines. À partir de 2022, c'est un jury de professionnels qui élit la voiture, le public se voyant attribué le vote du Plus Beau Concept-car de l'Année.

## Résultats
- 1987. BMW Série 7
- 1988. Alfa Romeo 164
- 1989. Citroën XM
- 1990. Lexus LS
- 1991. BMW Série 3
- 1992. Renault Safrane
- 1993. Citroën Xantia
- 1994. Renault Laguna
- 1995. Peugeot 406
- 1996. Mitsubishi Carisma
- 1997. Peugeot 406 Coupé
- 1998. Peugeot 206
- 1999. Jaguar S-Type
- 2000. BMW Série 3

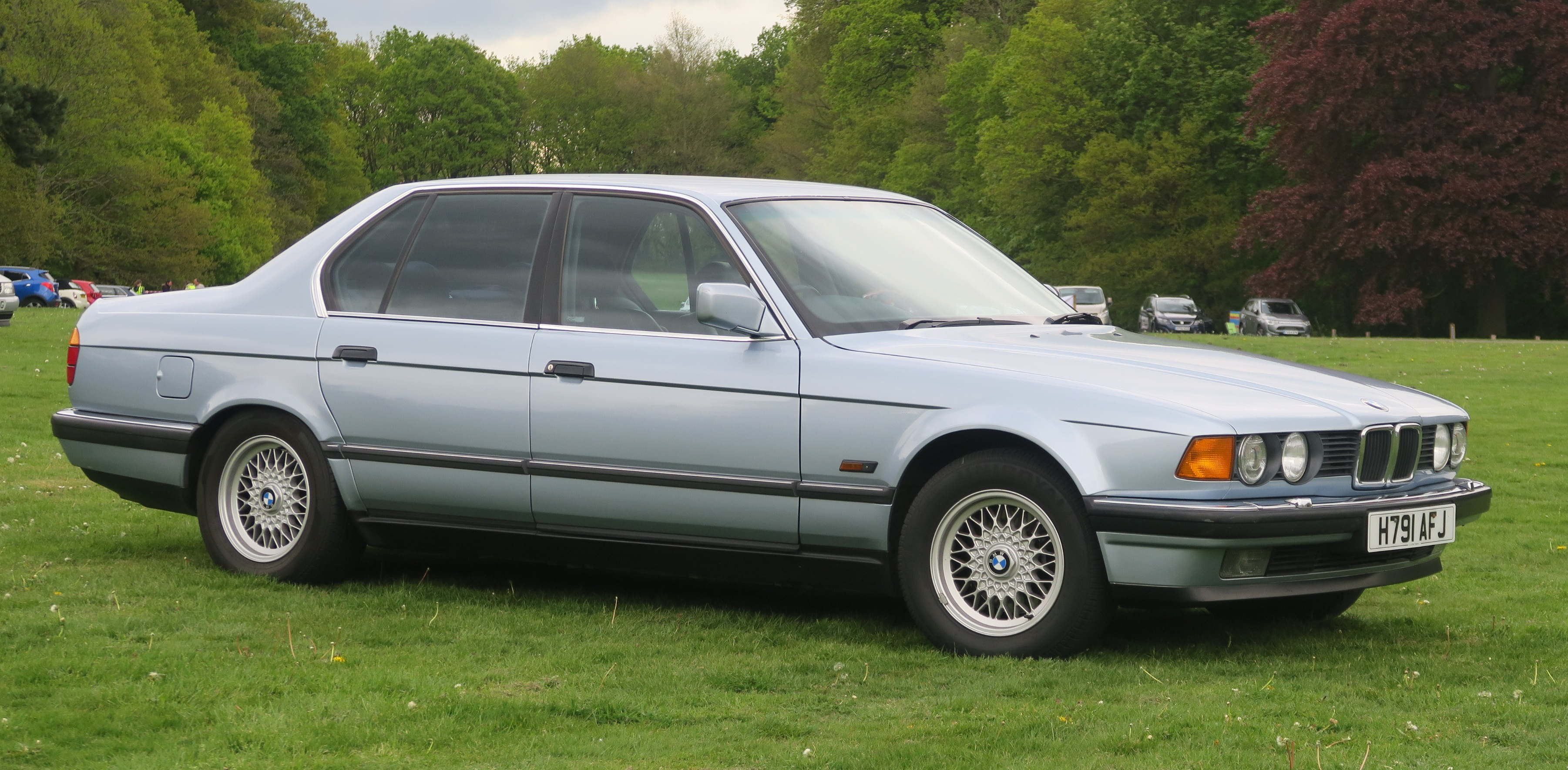
BMW Série 7

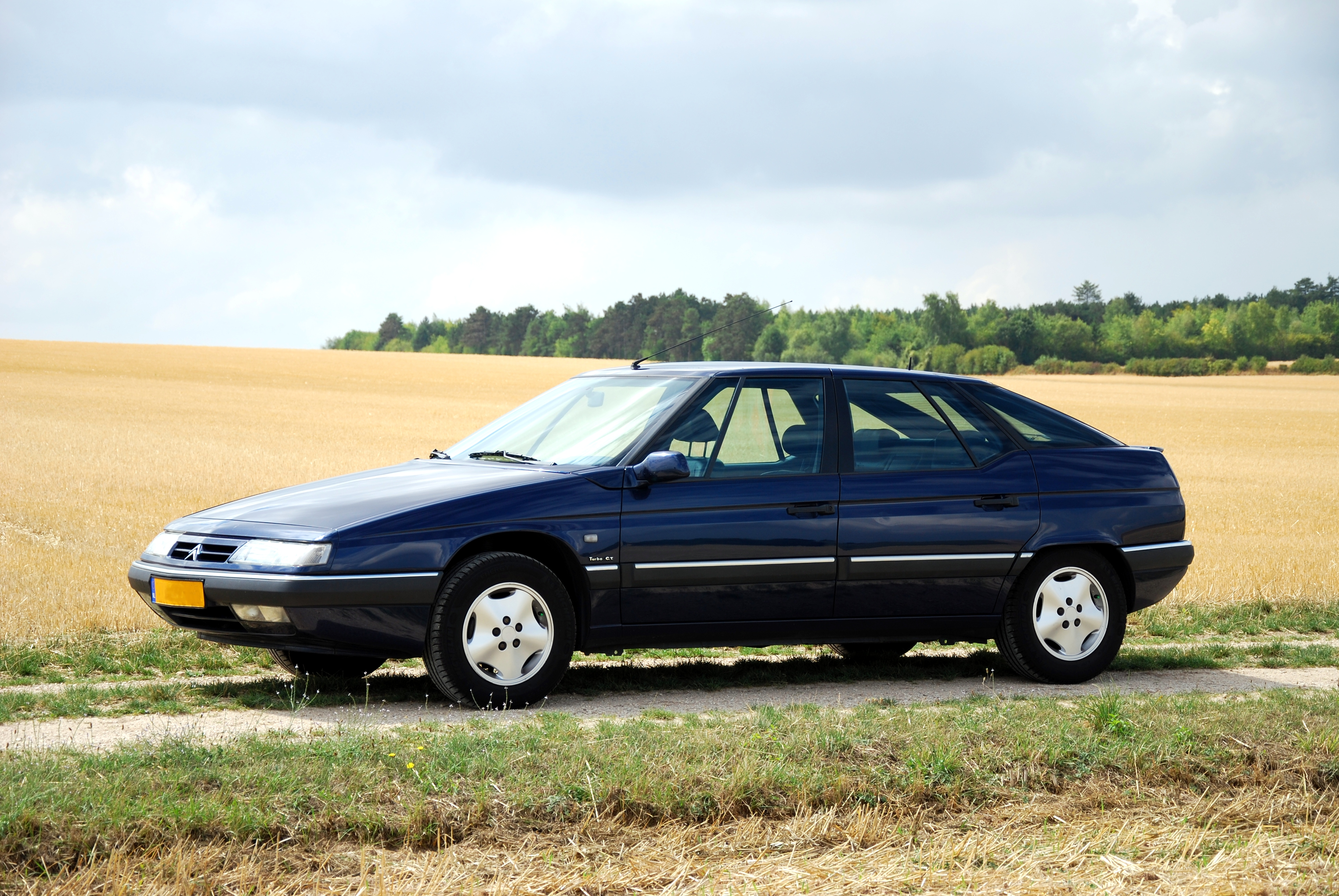
Citroën XM

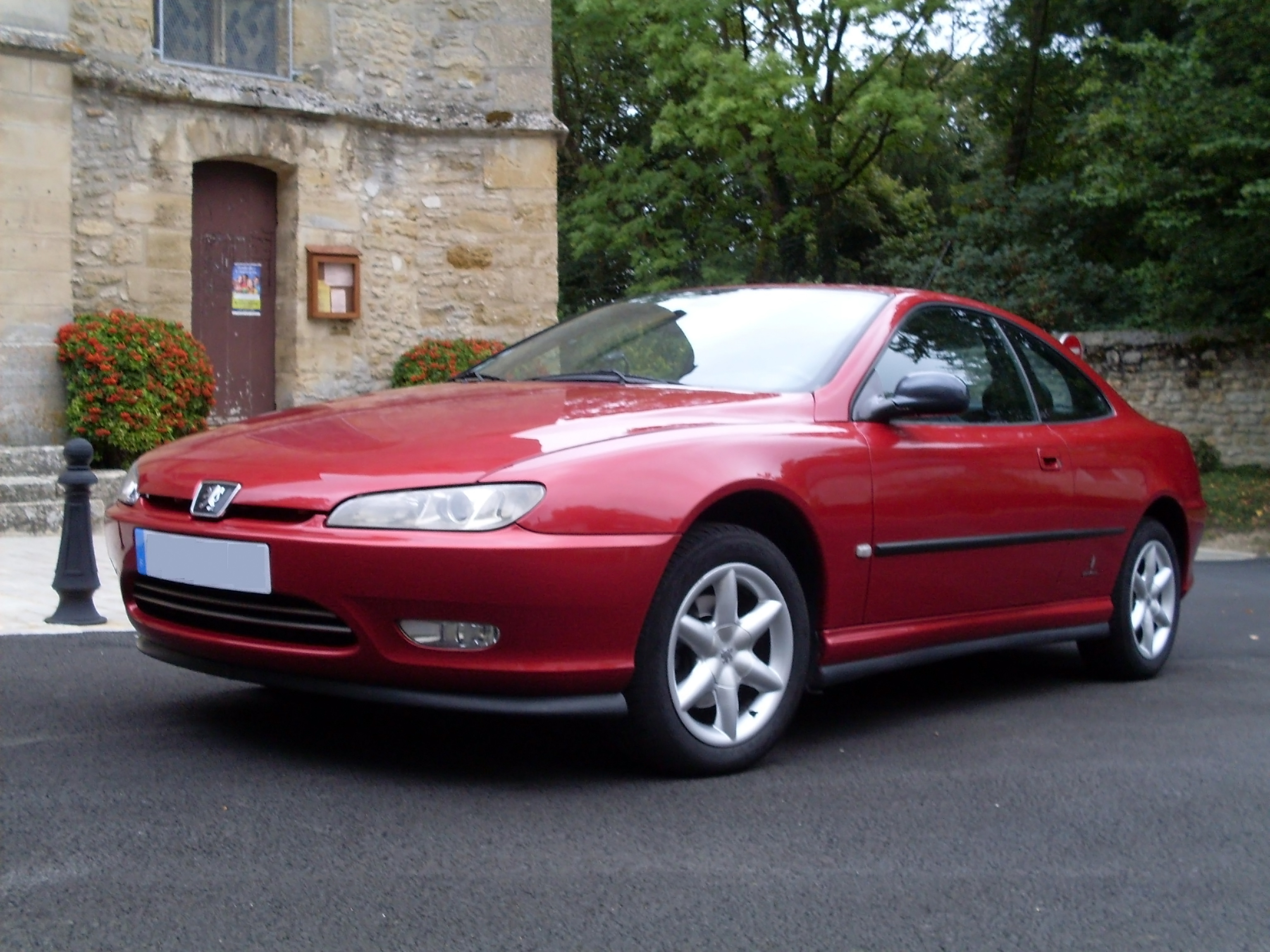
Peugeot 406 Coupé

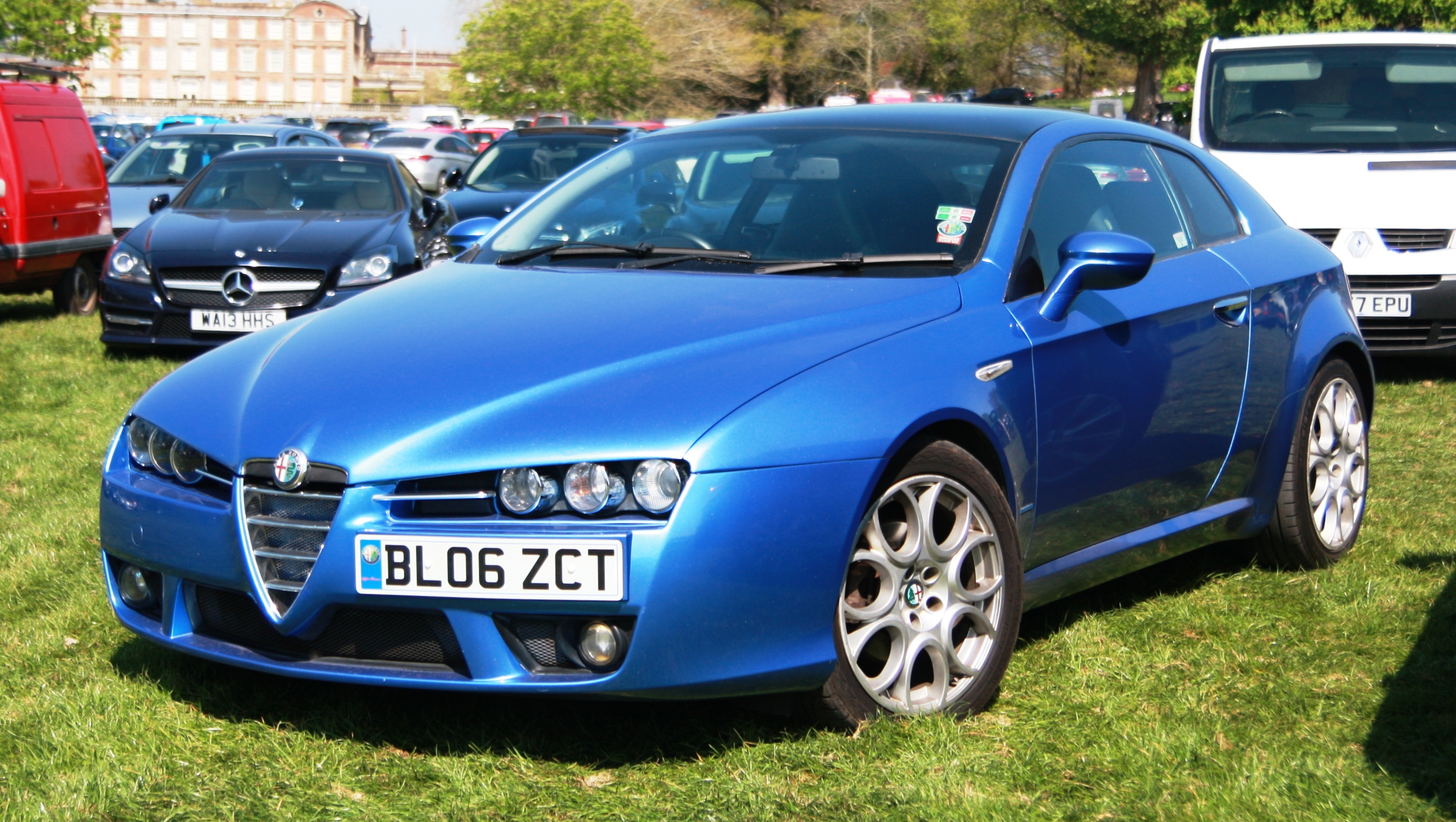
Alfa Romeo Brera

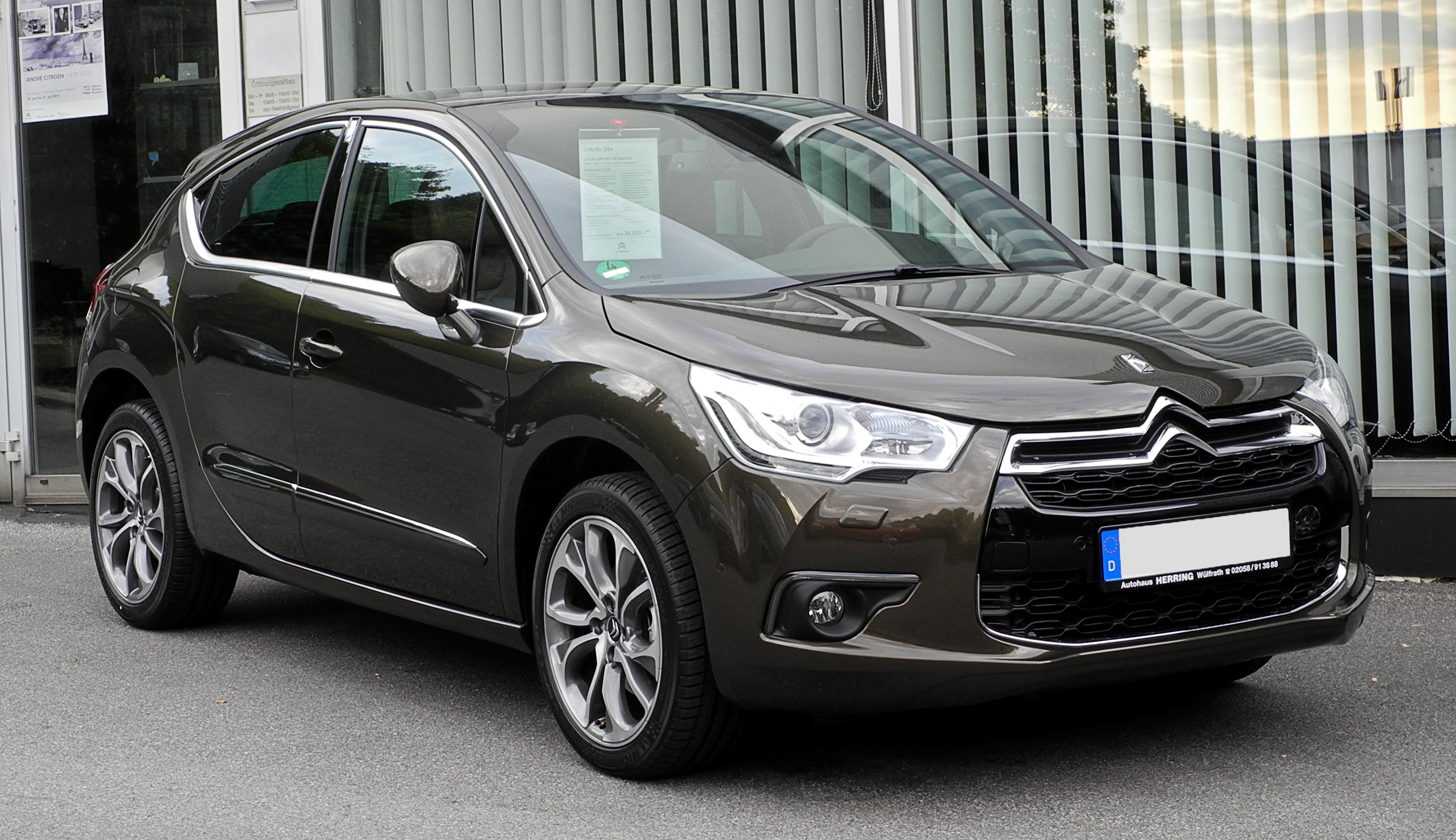
Citroën DS4

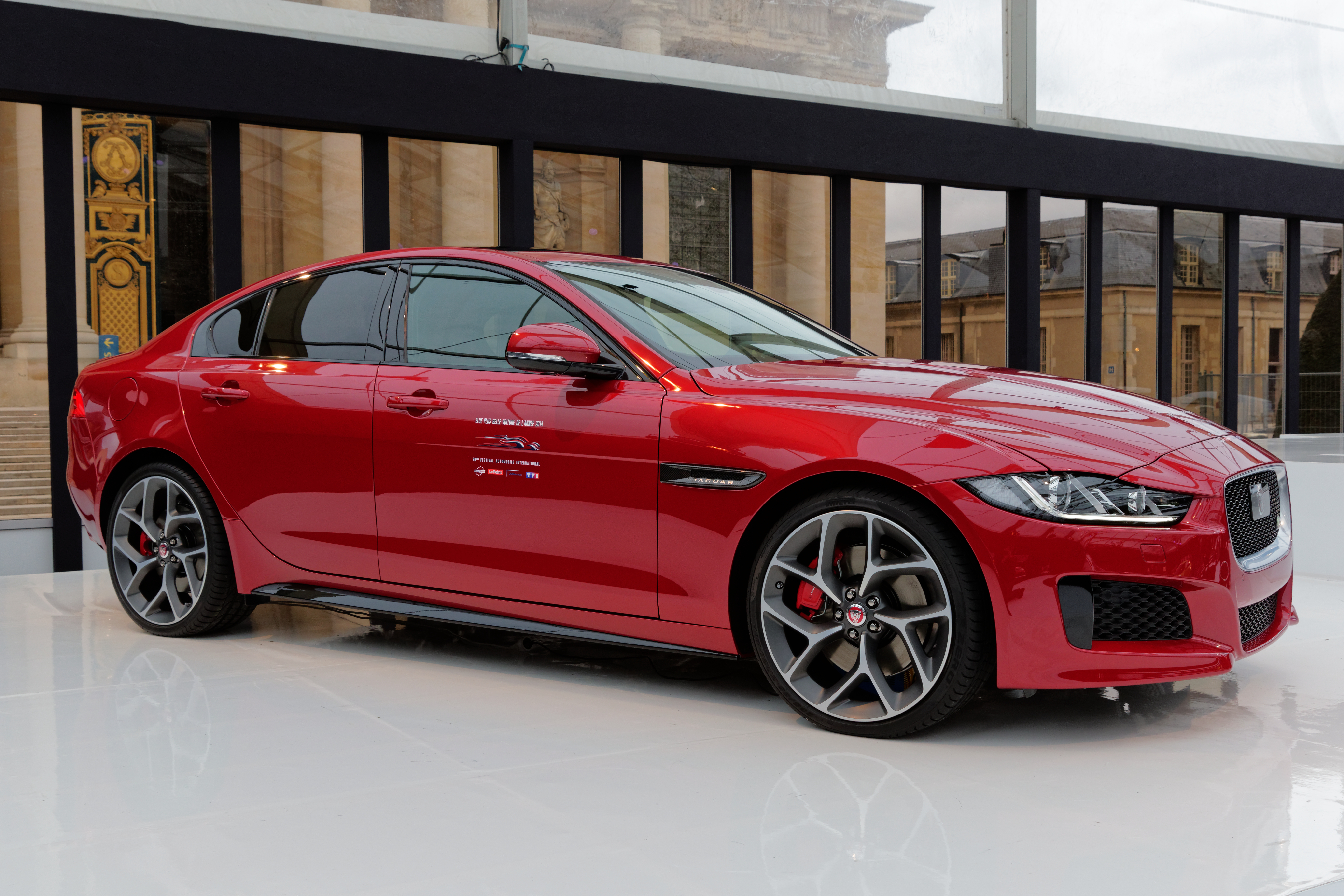
Jaguar XE

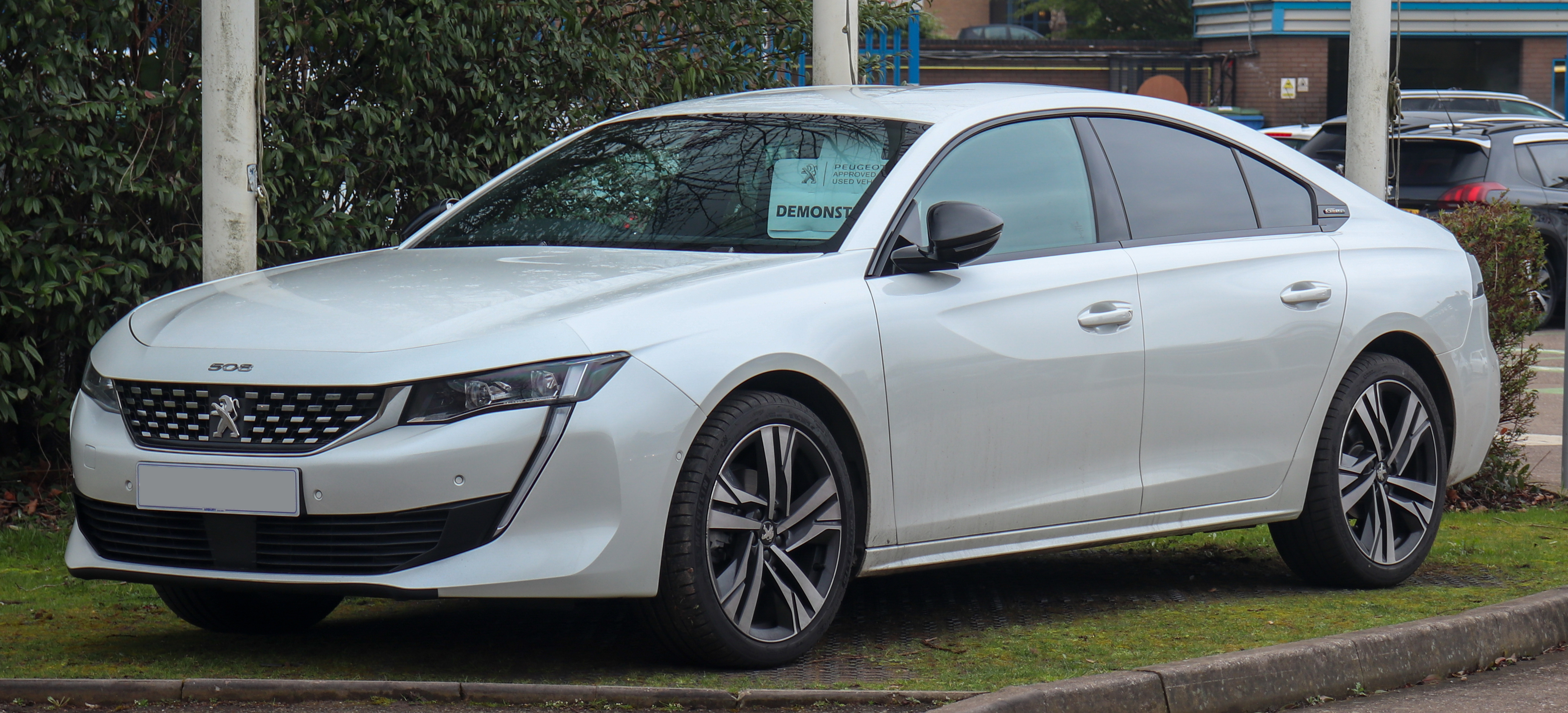
Peugeot 508

- 2001. Mercedes-Benz Classe C
- 2002. Mercedes-Benz CLC
- 2003. Nissan 350Z
- 2004. Mercedes-Benz SLK
- 2005. Alfa Romeo Brera[3]
- 2006. Audi TT
- 2007. Renault Laguna Estate
- 2008. Alfa Romeo MiTo
- 2009. Peugeot RCZ
- 2010. Citroën DS4
- 2011. BMW Série 3
- 2012. Mercedes-Benz Classe A
- 2013. Alfa Romeo 4C
- 2014. Jaguar XE
- 2015. Renault Talisman
- 2016. Alfa Romeo Giulia
- 2017. Alpine A110
- 2018. Peugeot 508
- 2019. non attribué.
- 2020. BMW Série 2 Gran Coupé
- 2021. Mercedes-Benz GLA[4]
- 2022. DS 4[5]

| Pays      | Allemagne | France | Italie | Japon | Royaume-Uni | Total |
| --------- | --------- | ------ | ------ | ----- | ----------- | ----- |
| Victoires | 11        | 13     | 5      | 3     | 2           | 34    |